# Paradavallodes kansuense
Paradavallodes kansuense là một loài dương xỉ trong họ Davalliaceae. Loài này được Ching mô tả khoa học đầu tiên năm 1966.